# Lancia Flavia (2011)
Lancia Flavia – samochód osobowy klasy średniej produkowany pod włoską marką Lancia w latach 2012–2014.

## Historia i opis modelu

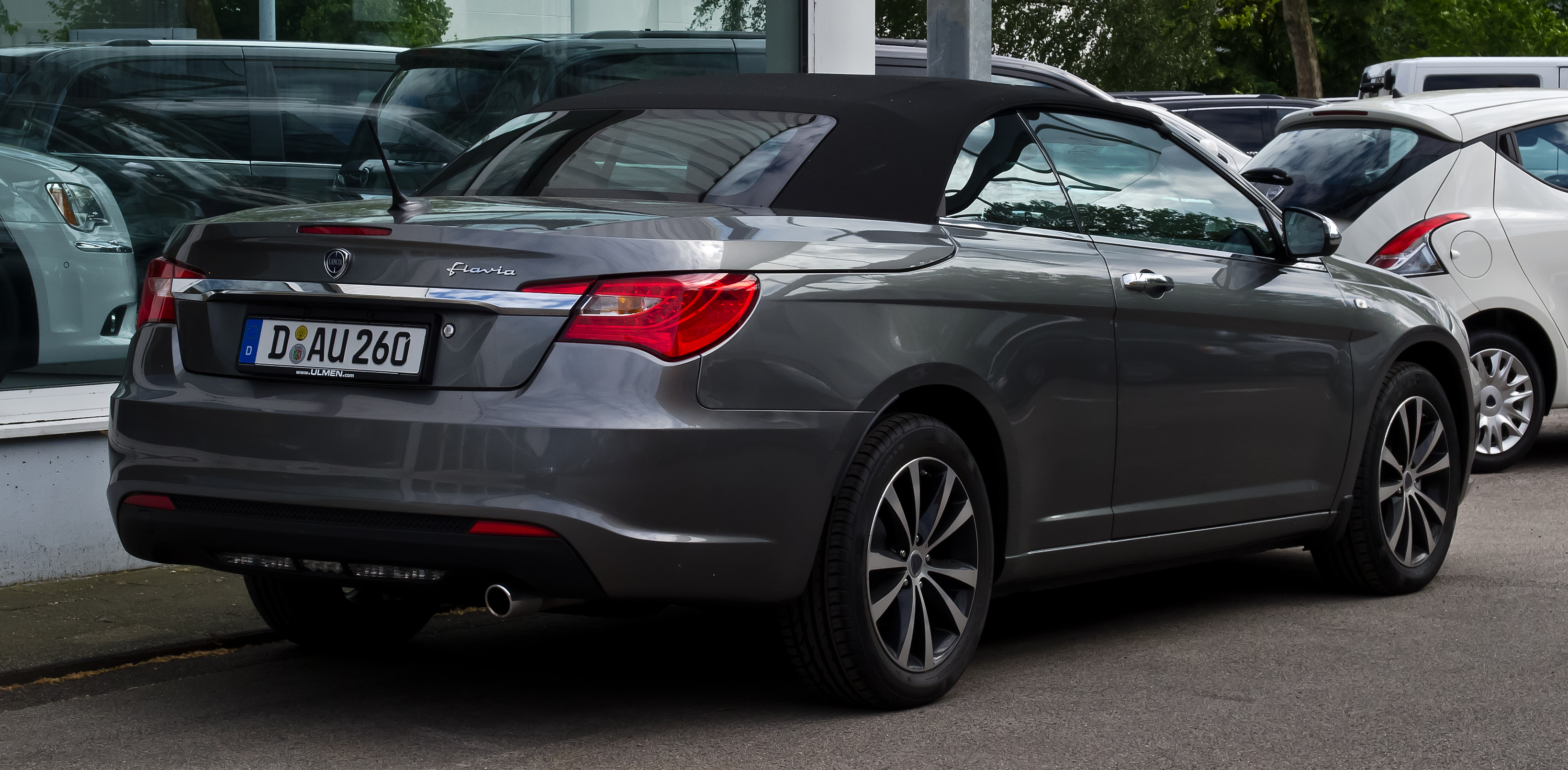
Lancia Flavia - tył

Lancia postanowiła przywrócić po ponad 40-letniej przerwie nazwę Flavia do użytku w ramach ofensywy modelowej, jaką zapoczątkowała wiosną 2011 roku. To wtedy, w marcu na Geneva Motor Show producent przedstawił zmoderniowaną ofertę, którą w ramach wówczas nowej polityki modelowej, wzbogaciły 3 pojazdy Chryslera właśnie wycofywanego z europejskiego rynku. W ten sposób model 200 miał w 2012 roku trafić do sprzedaży jako Lancia Flavia.
Producent podkreślił, że samochód cechuje "elegancja i dynamizm", które mają być rozpoznawalne dzięki eleganckiemu i dynamicznemu wyglądowi. Flavia ma się wyróżniać rzeźbionym przodem ozdobionym oryginalną osłoną chłodnicy z logo Lancii i podobnie oryginalnymi reflektorami i lampami przeciwmgłowymi. Powierzchnia boczna pojazdu wyróżnia się płynną linią, która zdaje się wydłużać samochód, a eleganckie aluminiowe felgi o średnicy 18 cali mają nadawać mu dynamiczny wygląd. Zespół lamp tylnych LED, został połączony cienką chromowaną listwą, który ma na celu uwydatnić piękno samochodu i przyczynić się do zaakcentowania jego oryginalnej stylistyki. Z tyłu pojazdu zastosowano również oryginalne chromowane końcówki rury wydechowej, sterowany elektrycznie składany dach, chowany pod pokrywą bagażnika, harmonijnie zintegrowany z nadwoziem, z trzecim światłem stopu umieszczonym w górnej części na środku bagażnika.
Początkowo samochód przedstawiono zarówno w wersji sedan, jak i coupe-kabriolet. Ostatecznie jednak Lancia zdecydowała się wdrożyć do sprzedaży w 2012 roku jedynie otwartą wersję, i to tylko na wybranych europejskich rynkach. Z powodu decyzji Chryslera o zakończeniu eksportu modelu 200 we wrześniu 2013 roku, ostatnie egzemplarze Flavii trafiły do klientów zaledwie 2 lata po rozpoczęciu sprzedaży, w 2014 roku. 

### Lancia Flavia Red Carpet
Na targach motoryzacyjnych w Paryżu pod koniec 2012 roku przedstawiono wersję specjalną Flavii nazwaną Red Carpet, wersja została zbudowana we współpracy z zespołem designerów firmy Poltrona Frau. Model wyróżnia się pokryciem siedzeń i podłokietników szlachetną skórą Pelle Frau w kolorze czerwonym, Lancia Flavia „Red Carpet"ma biały kolor karoserii, który ma podkreślać wyszukany charakter kabiny pasażerskiej.